# Bosco Vallarino
Bosco Ricardo Vallarino Castrellón (Ciudad de Panamá, 17 de febrero de 1957) es un locutor y político panameño. 

## Biografía
Nació en el Hospital Panamá, en la capital panameña. Vivió su infancia en el barrio de Bella Vista, realizando sus estudios primarios en el St. Marie School y los secundarios en el Instituto Fermín Naudeau; posteriormente se mudó brevemente a Perú a estudiar en una escuela militar. Ingresó a la Universidad de Panamá para estudiar química pero decantó en entrar en la comunicación social. Realizó sus primeros trabajos lavando carros a sus vecinos, vendiendo enciclopedias a domicilio y como mesero en un importante restaurante chino de la capital.
A finales de la década de 1980, usó su trabajo como locutor y presentador de noticias para denunciar los excesos del régimen militar de Manuel Antonio Noriega, lo que le costó la detención ilegal de él y su madre. Una vez libre, optó por exiliarse a Estados Unidos (donde tenía familiares) en 1986 y nuevamente en 1987 hasta el final de la dictadura en 1989.
Una vez de regreso en Panamá, trabajó como locutor comercial durante las décadas de 1990 y 2000, llegando a colaborar también en el canal Telemetro. Fue miembro fundador y primer presidente de la Asociación de Locutores Comerciales de Panamá (1999-2002).
Dentro de la farándula, en 2006 participó en la primera temporada de la versión panameña del reality show Bailando por un sueño, siendo el famoso ganador del certamen. En 2017 dobló al español a uno de los personajes de la película animada Bad Cat.
Como político, fue alcalde del distrito de Panamá entre el 1 de julio de 2009 y el 12 de enero de 2012. Renunció al cargo de alcalde por motivos de salud, en medio de una tormenta política surgida por la ruptura entre el entonces gobernante Cambio Democrático y su antiguo aliado, el Partido Panameñista, del cual pertenecía Vallarino. Fue reemplazado por la vicealcaldesa Roxana Méndez, de Cambio Democrático.

### Polémicas
En 2015, estuvo involucrado en el recibimiento de un soborno, para favorecer a un empresario en la construcción de estacionamientos soterrados durante su gestión como alcalde. Por ello, se le imputó con medida cautelar contra Vallarino, de casa por cárcel y luego de país por cárcel, a la espera de un juicio definitivo. En mayo de 2023, fue condenado a 48 meses de cárcel por los actos de soborno. Adicionalmente, en noviembre de 2023 fue condenado a 12 años de cárcel por peculado cuando ejerció el cargo de alcalde, con una lesión patrimonial por 300 mil balboas.
La defensa trató de reemplazar la pena de 48 meses a una multa pero fue rechazada en agosto de 2024, y habiendo desistido de apelar la sentencia, el 12 de octubre de 2024 se anunció una recompensa para lograr con su detención, siendo aprehendido el día 14 de octubre.